# Hisonotus
Hisonotus és un gènere de peixos de la família dels loricàrids i de l'ordre dels siluriformes.

## Distribució geogràfica
Es troba a Sud-amèrica.

## Taxonomia
- Hisonotus armatus (Carvalho, Lehmann A., Pereira & Reis, 2008)[3]
- Hisonotus bourguyi (Miranda-Ribeiro, 1911)[4]
- Hisonotus candombe (Casciotta, Azpelicueta, Almirón & Litz, 2006)[5]
- Hisonotus charrua (Almiron & Azpelicueta, 2006)[6]
- Hisonotus chromodontus (Britski & Garavello, 2007)[7]
- Hisonotus depressicauda (Miranda-Ribeiro, 1918)[8]
- Hisonotus depressinotus (Miranda-Ribeiro, 1918)[8]
- Hisonotus francirochai (Ihering, 1928)[9]
- Hisonotus hungy (Azpelicueta, Almirón, Casciotta & Koerber, 2007)[10]
- Hisonotus insperatus (Britski & Garavello, 2003)[11]
- Hisonotus laevior (Cope, 1894)[12]
- Hisonotus leptochilus (Cope, 1894)[12]
- Hisonotus leucofrenatus (Miranda-Ribeiro, 1908)[13]
- Hisonotus luteofrenatus (Britski & Garavello, 2007)[7]
- Hisonotus maculipinnis (Regan, 1912)[14]
- Hisonotus nigricauda (Boulenger, 1891)[15]
- Hisonotus notatus (Eigenmann & Eigenmann, 1889)[16]
- Hisonotus paulinus (Regan, 1908)[17]
- Hisonotus ringueleti (Aquino, Schaefer & Miquelarena, 2001)[18]
- Hisonotus taimensis (Buckup, 1981)[19][20][21][22][23][24][25]